# Elaine Flinn
Pour les articles homonymes, voir Flinn.
Elaine Flinn, née le 3 mars 1939 à Oakland, Californie, et morte 25 octobre 2008 en Californie, est une femme de lettres américaine, auteure de roman policier.

## Biographie
Elaine Flinn est antiquaire dans la baie de San Francisco pendant de nombreuses années.
En 2003, elle publie son premier roman, Dealing in Murder, dans lequel elle met en scène Molly Doyle, une antiquaire à Carmel-by-the-Sea, en Californie. Avec le deuxième roman de cette série, Tagged for Murder, publié en 2004, elle est lauréate du prix Barry 2005 du meilleur livre de poche.
Elle décède à 69 ans de complications dues à une pneumonie et à un cancer du poumon.

## Œuvre

### Romans

#### SérieMolly Doyle
- Dealing in Murder (2003)
- Tagged for Murder (2004)
- Deadly Collection (2005)
- Deadly Vintage (2007)

## Prix et distinctions

### Prix
- Prix Barry 2005 du meilleur livre de poche pour Tagged for Murder[2]

### Nomination
- Prix Agatha 2003 du meilleur premier roman pour Dealing in Murder[3]
- Prix Anthony 2004 du meilleur livre de poche pour Dealing in Murder[4]
- Prix Barry 2004 du meilleur livre de poche pour Dealing in Murder[2]